# 沈振东
沈振东（1917年—1992年），男，湖北罗田人，中华人民共和国政治人物，曾任海军东海舰队副司令员，国家海洋局局长。